# Neifi Pérez
Neifi Neftali Pérez Díaz (Bani, 2 de junio de 1973) es un ex infielder dominicano que jugó en las Grandes Ligas de Béisbol. Jugó con los Rockies de Colorado (1996-2001), Reales de Kansas City (2001-2002), Gigantes de San Francisco (2003-2004), Cachorros de Chicago (2004-2006), y los Tigres de Detroit (2006-2007).
Pérez fue con frecuencia elogiado por sus habilidades defensivas, entre otros logros, ganó dos Guante de Oro en el 2000 y ejecutó un doble play en 2007 que salvó un no-hitter de Justin Verlander. Pérez fue exaltado al salón de la fama de la serie del Caribe en el 2012.

## Carrera

### Colorado Rockies
Los Rockies de Colorado firmaron Pérez como amateur en 1992 a la edad de 18 años. Asignado al equipo A Portland Rockies para la temporada 1993, Pérez tuvo promedio de bateo de .260 y se robó 19 bases. Los Rockies, confiando en el potencial de Pérez, lo promueven al equipo A, los Central Valley Rockies. Pérez presentó fuertes habilidades defensivas, ejecutando el primer triple play sin asistencia en la historia de la California League, en un partido contra los Bakersfield Blaze. Pérez bateó apenas .239 en el año, pero hizo el equipo All-Star de la California League y fue considerado como uno de los mejores prospectos de los Rockies basándose en su defensa.
Pérez se trasladó hasta el equipo doble-AA los New Haven Ravens, donde bateó para .253 y mejoró su promedio de fildeo de .967 y fue considerado uno de los mejores prospecto de los Rockies en el campocorto. Los Rockies promovieron a Pérez al equipo triple-A los Colorado Springs Sky Sox al final de la temporada de 1995 con la intención de llevarlo hasta las Grandes Ligas el año siguiente. De hecho, aunque Pérez fue invitado al spring training de 1996, pasó la mayor parte del año con los Colorado Springs Sky Sox y no es llamado hasta finales de agosto, haciendo su debut en Grandes Ligas el 31 de agosto. En su primera temporada con los Colorado Springs Sky Sox, su promedio de bateo mejoró a .316. Pérez bateó .156 en 17 partidos y regresó a los Colorado Springs Sky Sox en el inicio de la temporada 1997.
A pesar de haber sido invitad al spring training de 1997, Pérez no hizo el roster de 25 jugadores y volvió una vez más a los Colorado Springs Sky Sox durante la primera mitad de la temporada, cuando bateó .363 con un porcentaje de fildeo de .975. A mediados de junio los Rockies lo llamaron en sustitución de Jason Bates, esta vez para siempre. Pérez bateó para .291 en el año y poco a poco sustituyó a Walt Weiss como el campocorto titular. Pérez permaneció como el primer campocorto de Colorado para las próximas tres temporadas (1998-2000), apareciendo en todos los partidos (menos en cinco). Su promedio de bateo rondaba .280 (.274, .280, .287) y promedió treinta dobles en un año. Su porcentaje de fildeo nunca cayó por debajo de .975 y ganó un Guante de Oro para la temporada del 2000. Pérez tuvo un fuerte comienzo en 2001, pero había dudas sobre su futuro con Colorado. Los Rockies le habían ofrecido un contrato de 4 años y $17 millones. Al final, los Rockies canjearon a Pérez a los Reales de Kansas City como parte de un acuerdo de tres equipos en el que Jermaine Dye fue enviado a los Atléticos de Oakland quienes enviaron a Mario Encarnación, José Ortiz y Todd Belitz. El editor deportivo del periódico The Denver Post Woody Paige criticó el canje, llamando a Pérez "el mejor campocorto de la Liga Nacional" que fue "un extraordinario jugador defensivo, un jugador ofensivo capaz y un jugador de alto nivel".

### Kansas City Royals
Pérez llegó a Kansas City en medio de la ira de la fanaticada por la salida del favorito Jermaine Dye. frente a frente contra Dye en uno de sus primeros juegos como miembro de los Reales, Pérez tuvo bajo perfil: "Sólo voy a jugar mi juego. Pérez terminó la temporada de 2001, bateando para .241 en 49 partidos. Comenzó en el campo corto para la temporada 2002, pero su promedio de bateo se hundió a .236, lo que llevó a los editores deportivos a preguntarse si el aire enrarecido en el Coors Field había inflado los números Pérez. Pérez también selló su destino al negarse a entrar en un juego final de la temporada a petición del mánager Tony Peña. Al final del año los Reales buscaron mover a Pérez y su salario de $ 4.1 millones; fue reclamado en al lista de waivers por los Gigantes de San Francisco y firmó por dos años y un contrato de $4.25 de dólares.

### San Francisco Giants
En los Gigantes, Pérez esperaba un nuevo comienzo; los rumores que se habían estado ventilando en Kansas City sobre los problemas en el clubhouse, y no era ningún secreto que el canje había sido muy impopular, tanto en Denver como en Kansas City. Pérez comentó: "... Me siento feliz aquí. Me gusta la Liga Nacional'. Era feliz en Colorado y estoy feliz aquí". Pérez bateó .256 a lo largo de la temporada 2003; una mejoría en comparación a su campaña anterior, pero muy lejos de los días en Colorado. Pérez regresó para la temporada 2004, pero la situación en San Francisco se había convertido muy incómodo. Aunque firmó como titular en la segunda base, se convirtió rápidamente en respaldo al jardinero José Cruz, Jr., mientras que perdió el puesto de campocorto de Deivi Cruz. Su promedio de bateo cayó a .232. Tuvo un firme defensor en el mánager Felipe Alou, pero al final los Gigantes lo liberaron el 14 de agosto de 2004. Casi inmediatamente los Cachorros de Chicago firmaron a Pérez un contrato de ligas menores.

### Chicago Cubs
Los Cachorros asignaron a Pérez al equipo triple-A Iowa Cubs, pero jugó sólo diez partidos antes de ser llamado al roster el 1 de septiembre. Pérez se convirtió en una bujía muy necesaria en la alineación, yéndose de 6-6 en sus 6 primeros turnos al bate y siendo un respaldo necesario para el lesionado Nomar Garciaparra. En 23 juegos con los Cachorros de Chicago, bateó para .371. Los Cachorros volvieron a firmar a Pérez con un contrato de un año y entre US $1 y $2.5 millones de dólares.
El mánager Dusty Baker puso a Pérez como el shorstop diario en 2005 en reemplazo de Garciaparra, principalmente contando con sus habilidades defensivas. Su impaciencia en el plato dio lugar a un walk percentage de 3.1%, el peor en la Liga Nacional. Pérez terminó la temporada con un promedio de bateo de .274, y ganando críticas muy favorables por parte de editores deportivos locales. En la temporada baja, Pérez firmó un contrato de dos años 5 millones de dólares.
Para la temporada 2006, Pérez perdió el puesto titular en el campocorto de Ronny Cedeño, y terminó jugando tanto la segunda base como el campocorto como respaldo de Cedeño y Todd Walker. Mientras tanto el promedio de bateo de Pérez decayó a .254, y su porcentaje de embasarse se había reducido a .266. A finales de agosto los Cachorros lo cambiaron a los Tigres de Detroit por el receptor de ligas menores Chris Robinson. Los Tigres estaban buscando un reemplazo para su segunda base lesionado, Plácido Polanco, quien se había lastimado el hombro.

### Detroit Tigers
Pérez llegó a Detroit durante la persecución del banderín que terminó con su derrota en la Serie Mundial frente a los Cardenales de San Luis. Pérez se enfrentó casi inmediatamente a las críticas de los fanáticos después de bajar a un promedio de .157, y el mánager Jim Leyland se vio obligado a salir en su defensa. Pérez hizo 21 apariciones durante la temporada regular, con un promedio de bateo de .200 y un OBP de .235. Apareció en tres partidos durante los playoffs, pero nunca alcanzó una base.
Los Tigres mantuvieron a Pérez para la temporada 2007, aunque Leyland reconoció que Pérez tendía que mejorar su juego. Pérez, sin embargo, siguió luchando, registrando un promedio de bateo de .172 en los 33 partidos que jugó con el uniforme de los Tigres. Un momento brillante fue el 12 de junio de 2007, cuando salvó el no-hitter de Justin Verlander contra los Cerveceros de Milwaukee por convertir un posible hit en un doble play.
El 6 de julio de 2007, Pérez fue suspendido 25 juegos por la MLB por un segundo examen positivo por anfetaminas; el 3 de agosto fue suspendido 80 juegos adicionales por una tercera prueba positiva. El 31 de octubre de 2007, Pérez fue puesto en la agencia libre poniendo fin a su militancia con los Tigres.

### Posible regreso
En febrero de 2008 se hablaba de que los Rockies de Colorado firmarían a Pérez con un contrato de ligas menores por valor de $750,000, por iniciativa del mánager Clint Hurdle quien se caracteriza por ser un "salvavidas". Finalmente Colorado se negó, citando a los jugadores más jóvenes que competían por la misma posición.

## Liga Dominicana
Neifi jugó en la Liga Dominicana para los Leones del Escogido de 1995 a 2009.

### Estadísticas
Estadísticas de Neifi en la Liga Dominicana.
| JJ  | VB  | H   | H2 | H3 | HR | Ca | CE | BB  | SO  | BR | AVE  |
| 283 | 912 | 277 | 42 | 9  | 13 | 84 | 83 | 130 | 110 | 21 | .304 |